# Narrenzunft Oberndorf

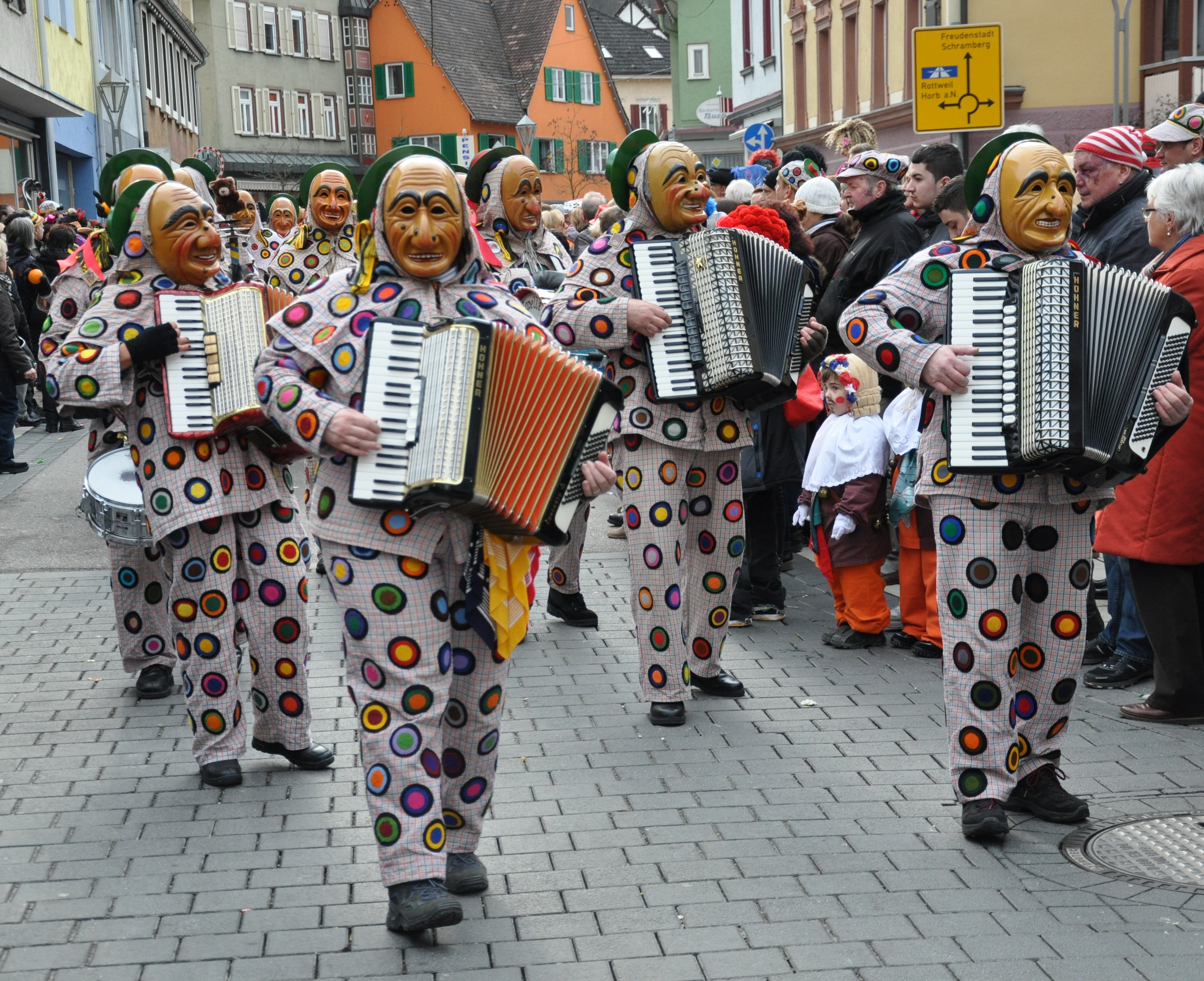
Schantlekapelle

Die Aufgabe der Narrenzunft Oberndorf als gemeinnütziger eingetragener Verein ist die Bewahrung der Traditionen und die Ausrichtung der Fasnet in Oberndorf am Neckar.

## Geschichte

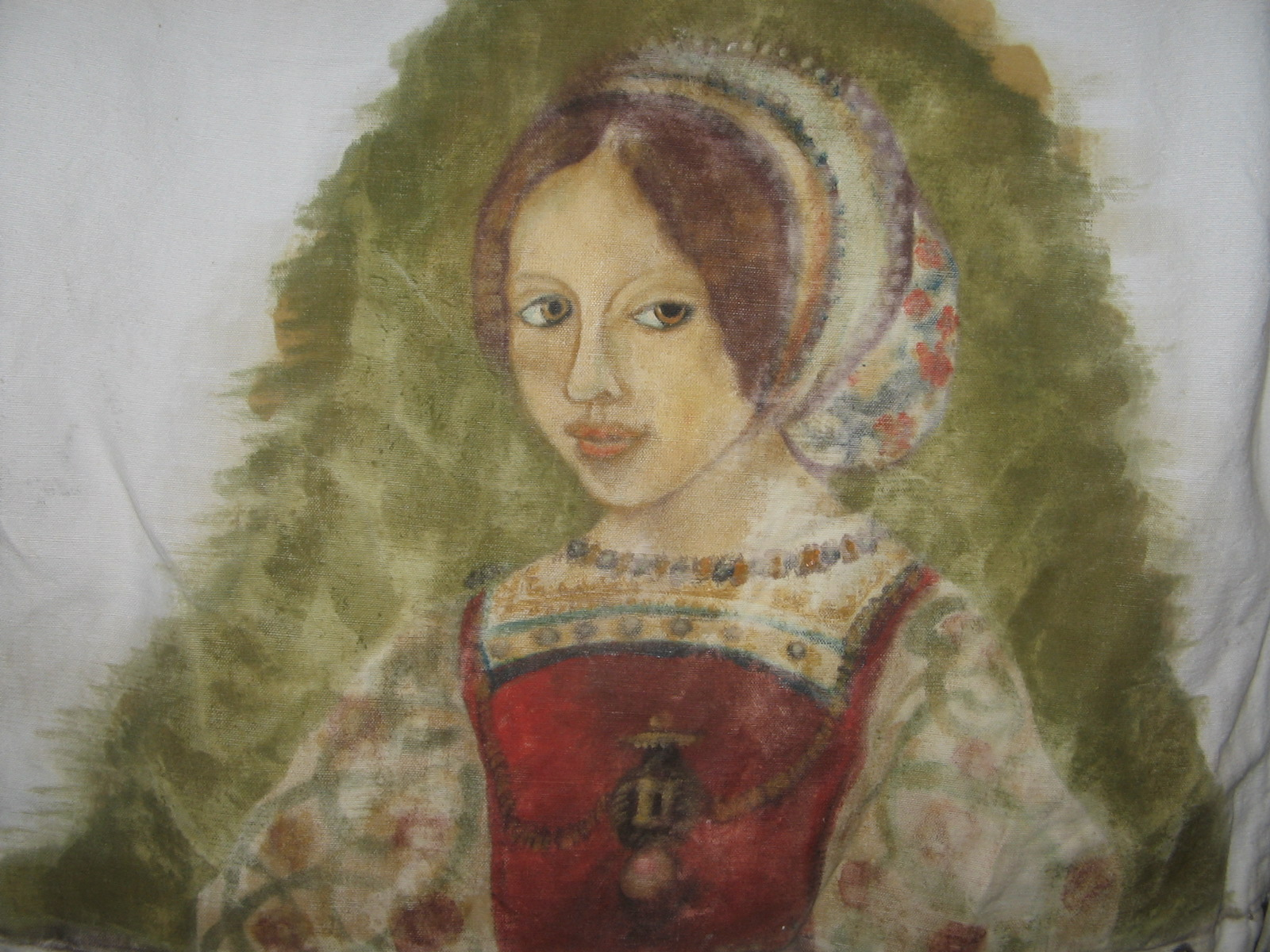
Rückenbild eines Oberndorfer Narro

Die Narrenzunft Oberndorf wurde am 17. März 1908 gegründet. Sie war am 16. November 1924 Gründungsmitglied der Vereinigung Schwäbisch-Alemannischer Narrenzünfte, aus der sie 1958 als Protest gegen die einsetzende Flut von Narrentreffen sowie gegen das „hemmungslose Nachmachen und Kopieren“ von Narrenkleidern, Masken und der einmaligen Brezelstange des Oberndorfer Narro austrat. Seit 1963 bildet sie gemeinsam mit den Zünften aus Elzach, Überlingen und Rottweil den Viererbund. Seither feiern diese vier „historischen Zünfte“ im Abstand von drei bis vier Jahren in ihren Städten einen gemeinsamen „Narrentag“.
Die Fasnet in Oberndorf beginnt mit der Dreikönigsversammlung der Narrenzunft am 6. Januar. Am Schantlesonntag, der meist zwei Wochen vor dem Fasnetswochenende stattfindet, ziehen die Schantle ab etwa 18:00 Uhr von Lokal zu Lokal und persiflieren das Stadtgeschehen. Die nächsten Höhepunkte sind der Schmotzige Donnerstag, an dem närrische Gruppen durch die Lokale der Stadt ziehen, der Bürgerball am Fasnetssamstag um 19:11 Uhr und der Kinderumzug am Fasnetssonntag um 14:30 Uhr. Am Fasnetsmontag beherrscht wiederum der Schantle das Oberndorfer Stadtbild. Um 14:30 Uhr treffen sich die Schantle und gehen hinkend in die Stadt, wo sich die Kinder aber auch Erwachsene auf ihr Kommen freuen. Jetzt beginnt das Oberndorfer „Rammeln“. Die Kinder gruppieren sich um einen Schantle und sagen lautstark die Oberndorfer Narrensprüche auf. Ist der Schantle mit der Ausführung zufrieden, wirft er eine Orange in die Luft oder beschenkt den besten Sänger mit einer Wurst. Haupttag und Höhepunkt der Oberndorfer Fasnet ist der Fasnetsdienstag. Vormittags, um 8:30 Uhr und nachmittags um 14:30 Uhr finden jeweils ein historischer Narrensprung statt. Ab 18:00 Uhr ziehen die Narren ihr Narrenkleid aus und lassen die Fasnet unverkleidet ausklingen.

## Figuren der Oberndorfer Fasnet

### Hansel

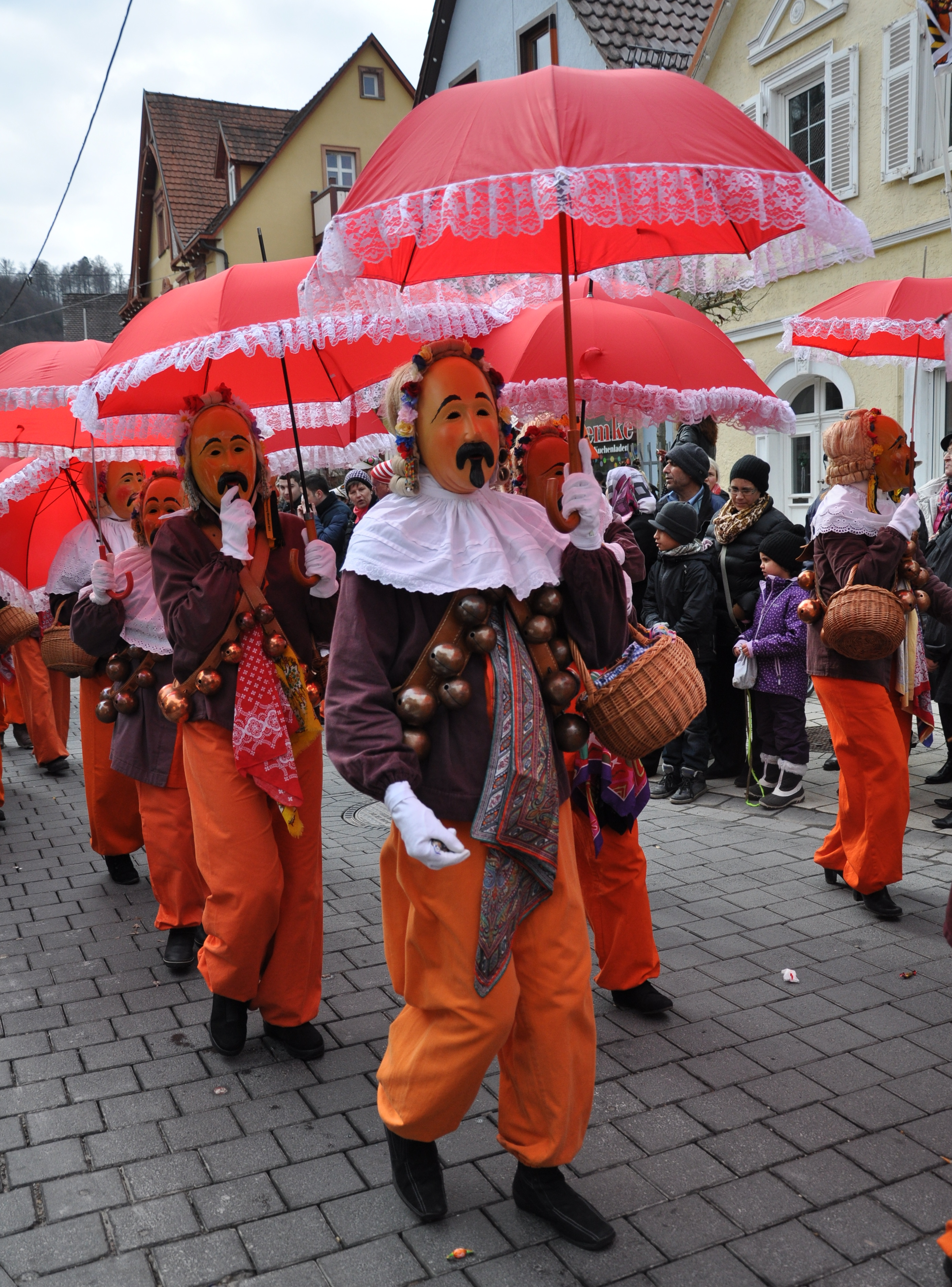
Oberndorfer Hansel

Der Oberndorfer Hansel – einmalig in seiner Art und Kleidung im schwäbisch-alemannischen Raum – ist mit seinen orangefarbenen Pluderhosen, seinem dunkelroten Kittel, seiner Hanfperücke, der Maske mit Knebelbart sowie einem Sonnenschirmchen eine Verulkung der Landsknechte aus den Kriegszeiten des 18. Jahrhunderts. Auf dem dunkelroten Kittel ist vorne längs ein schmaler Streifen orangefarbenen Stoffes, in dessen Mitte ein dunkelrotes Herz aufgenäht ist. Dieses ist meist versteckt von dem Spitzenkragen und den ledernen Riemen der Glocken. Sein kupfernes „Gschell“ (Glocken) besteht aus bis zu vier Riemen. Er trägt ein Körbchen voller Bonbons – im Schwäbischen auch „Gutsle“ genannt, die er den Zuschauern schenkt. Die Hansel bilden die erste der drei Gruppen der Oberndorfer Fasnet, die zweite Gruppe bilden die Narros und den Abschluss des Narrensprungs die Schantle.

### Narro

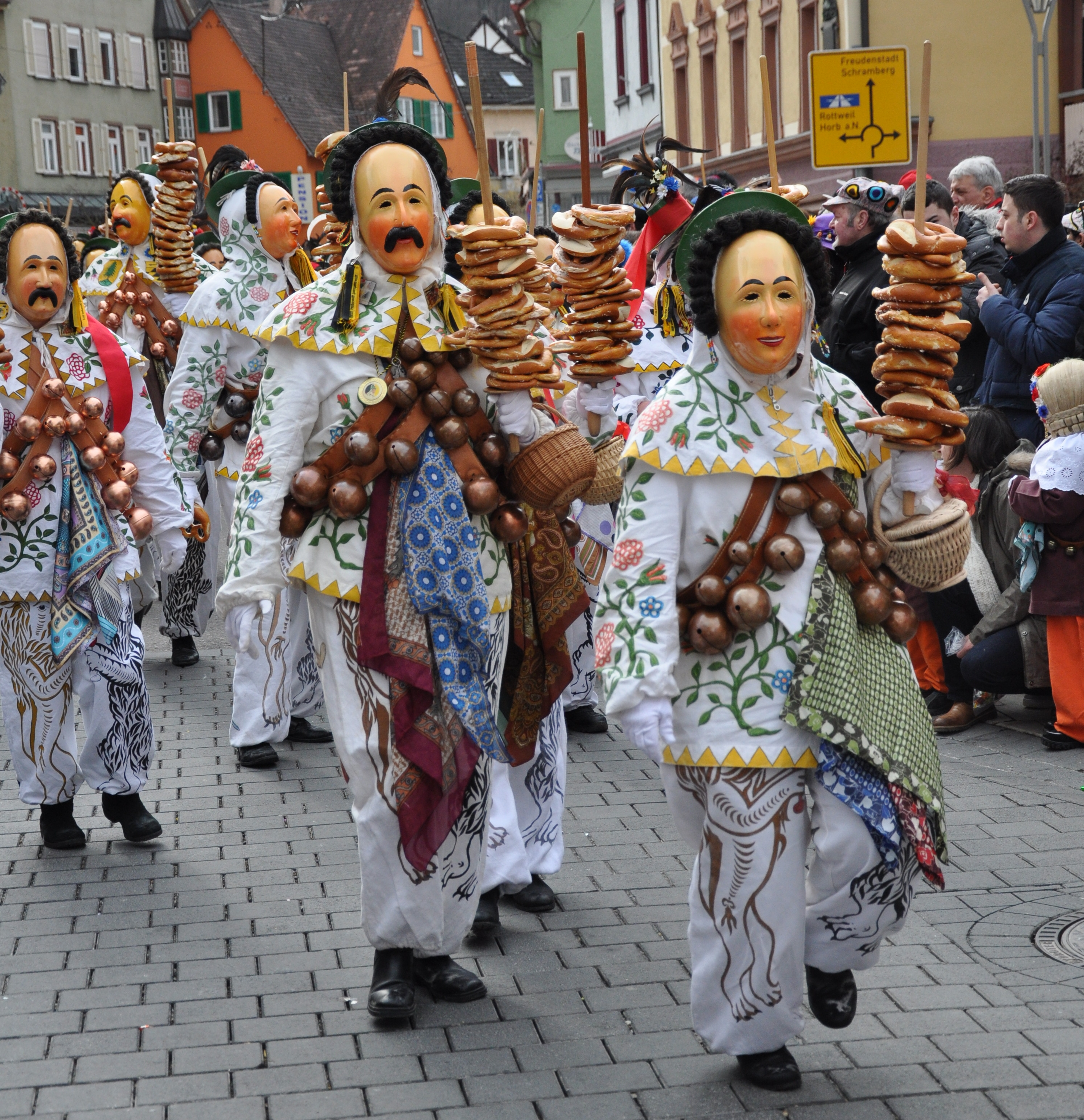
Oberndorfer Narros

Beim Oberndorfer Narro handelt sich um einen Weißnarren. Es wird angenommen, dass der Oberndorfer Narro nach 1786 entstanden ist, nach dem Vorbild des Villinger Narro. Er trägt ein mit Öl- oder Öl-Wachs-Farben bemaltes weißes „Leinen-Kleidle“.
Eine Besonderheit und wiederum einmalig in der schwäbisch-alemannischen Fastnacht ist die Brezelstange. Alle anderen in anderen Narrenzünften sind Kopien oder Abwandlungen. Ursprünglich war die Brezelstange wohl ein einfacher Besenstiel, wie alte Fotos bezeugen. Heute ist sie etwas komfortabler mit einer Art Parierstange. Wie der Name erahnen lässt, trägt der Narro darauf etwa 25 bis 35 Brezeln durch die Straßen, um sie unter den Zuschauern zu verteilen und auszuwerfen.
Außerdem haben viele noch ein „Schnupfkörble“ bei sich, in dem sich Bonbons und Pralinen befinden. Dieses wird dem Zuschauer entgegengestreckt, der sich etwas herausnehmen darf und dabei manchmal fast vor Neugier seine Nase in das stoffgedeckte Körbchen steckt – eben „schnupft“.
Der Narro trägt eine Larve genannte Maske aus Lindenholz, von der zwei Varianten existieren: Die einem barocken Putto ähnliche Glattlarve, und die Bartlarve mit einem markanten schwarzen Schnurrbart. Dabei muss es nicht heißen, dass unter einer Glattlarve zwingend eine Frau und unter einer Bartlarve ein Mann steckt.
Weiterhin trägt der Narro zwei oder vier Riemen mit kupfernen Schellen überkreuz auf den Schultern. Die Bemalung eines Narro ist sehr aufwändig. Es gibt viele Variationen und Spielarten besonders bei alten Kleidern. Diese Arbeit nimmt etwa 80 bis 100 Stunden in Anspruch und wird nur noch von wenigen beherrscht.
Haube
Das Kopfteil, vom Schnitt her eine Gugel, trägt ein grünes Biedermeierhütchen mit rotem Band, schwarzen Hahnenfedern und Blumen, sowie die Larve. Auch hier finden sich viele Variationen. Viele sind nur mit den „Bauernrosen“ und der Rand mit den Zacken wie an der Jacke bemalt, andere zeigen neben diesen auch Wappen, wie das der Herzöge von Teck oder der Grafen von Hohenberg und anderer ehemaliger Besitzer und Adelsgeschlechter der Stadt. Einige wenige tragen vorn zwei Porträts von jungen Männern oder Mädchen.
Am Übergang zur Larve ist ein schwarzer Rosshaarzopf angenäht, an dessen Enden kleine Ohrgehänge aus bunten Glasperlen baumeln. Außerdem wird an der Haube die Plakette „Original Oberndorfer Narrenkleid“ mit der Registrierungsnummer angenäht, die zeigt, dass das Narrenkleid den historischen Vorgaben entspricht und von der Abnahmekommission der Narrenzunft registriert wurde. Weiter werden Plaketten von den Narrentagen des Viererbunds und die Sprungbändel für die Teilnahme am Narrensprung am Fasnetsdienstag angeheftet.
Jacke
Am auffälligsten an der Jacke des Narro ist das Rückenbild. Es zeigt eine historische Szene aus dem Oberndorfer Stadtbild, oftmals nach alten Fotos oder Zeichnungen gemalt. Seltener sind als Rückenbild Figuren, wie etwa das bekannte Motiv des Lautenspielers. Vorn und an den Ärmeln sind Ranken mit roten und blauen „Bauernrosen“ aufgemalt. Von der Bemalung im Brustbereich sieht man allerdings recht wenig, weil sie von den Schellenriemen und zwei großen Seidentüchern verdeckt wird.
Der untere Saum des Kittels wird von goldgelben, schwarz umrandeten Zacken eingefasst – wohl eine Anlehnung an das Stadtwappen.
Hose
Vorne trägt die sehr weit geschnittene und unten gebundene Hose Bär und Löwe, die je ein Glas Rotwein in den Pfoten halten und sich zuprosten. Der Bär ist schwarz, der Löwe ocker bis braun. Die Rückseite der Hose trägt historische Figuren, die meist in einer Beziehung zum Rückenbild stehen. Einige alte Narrenkleider zeigen auf dem Gesäß auch noch ein Posthorn oder eine Sonne. Bei diesen stehen Bär und Löwe dann auch oft auf der Hinterseite und der Narro trägt seine Hose scheinbar verkehrt herum.

### Schantle

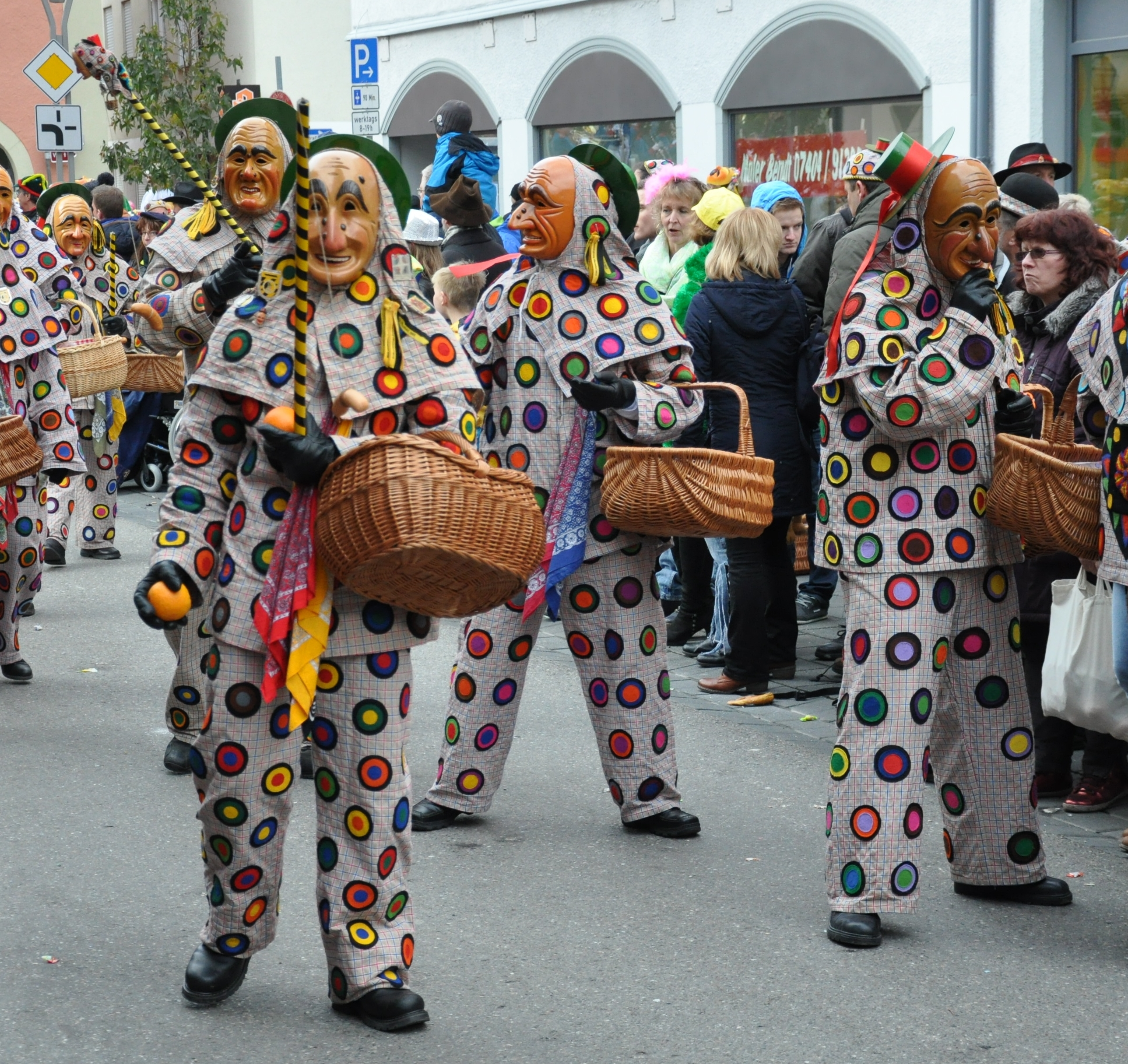
Schantle

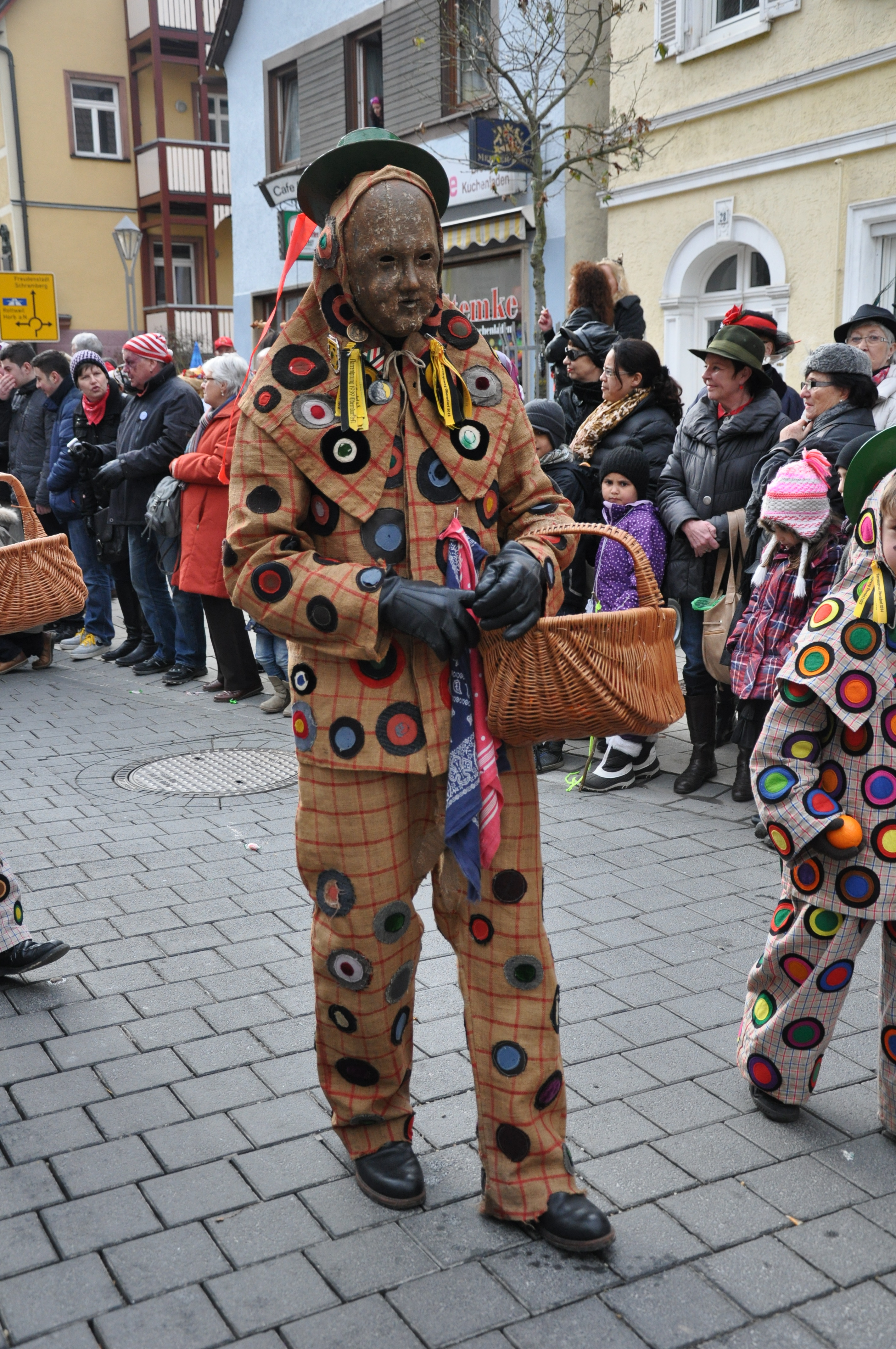
Schantle (Drecklärvle)

Der Schantle, der sonst nur noch in einer etwas anderen Form in Rottweil und in Schwenningen zu finden ist, entstand um 1800. Er wurde am wenigsten „verfeinert“ und trägt heute noch seine Hosen und seinen Kittel aus kariertem Metzgerleinen, mit bunten Flecken oder Plätzle besetzt. Wie der Narro und der Hansel trägt auch er eine aus Lindenholz geschnitzte Maske, allerdings mit markanten Nasen, Zinken, knitz-grinsend, grobschlächtig, fast furchterregend, sowie ein grünes Biedermeierhütchen mit rotem Band. Neben einem Henkelkorb, aus dem er Würste und Orangen verteilt, gehört auch die „Wurstangel“ zu seiner Ausstattung. Im Gegensatz zu Hansel und Narro, die beide springen, humpelt der Schantle. Der Schantle genießt übrigens das Privileg, schon vor dem Fasnetsdienstag auf die Straße und durch die Lokale gehen zu dürfen, zum sogenannten Aufsagen. Narro und Hansel sind nur am Fasnetsdienstag zum historischen Narrensprung zugelassen. Besondere Larventypen (Masken) sind der „Blecker“, das „Heulerle“ und das „Drecklärvle“, ursprünglich wohl eine Hansel- oder Narrolarve, von der jegliche Farbe abgeblättert ist.
Die vom Schantle verteilten Orangen gehen mittelbar auf ein Rüstungsgeschäft der Firma Mauser mit der Türkei im Jahre 1887 zurück.

### Polizeischantle

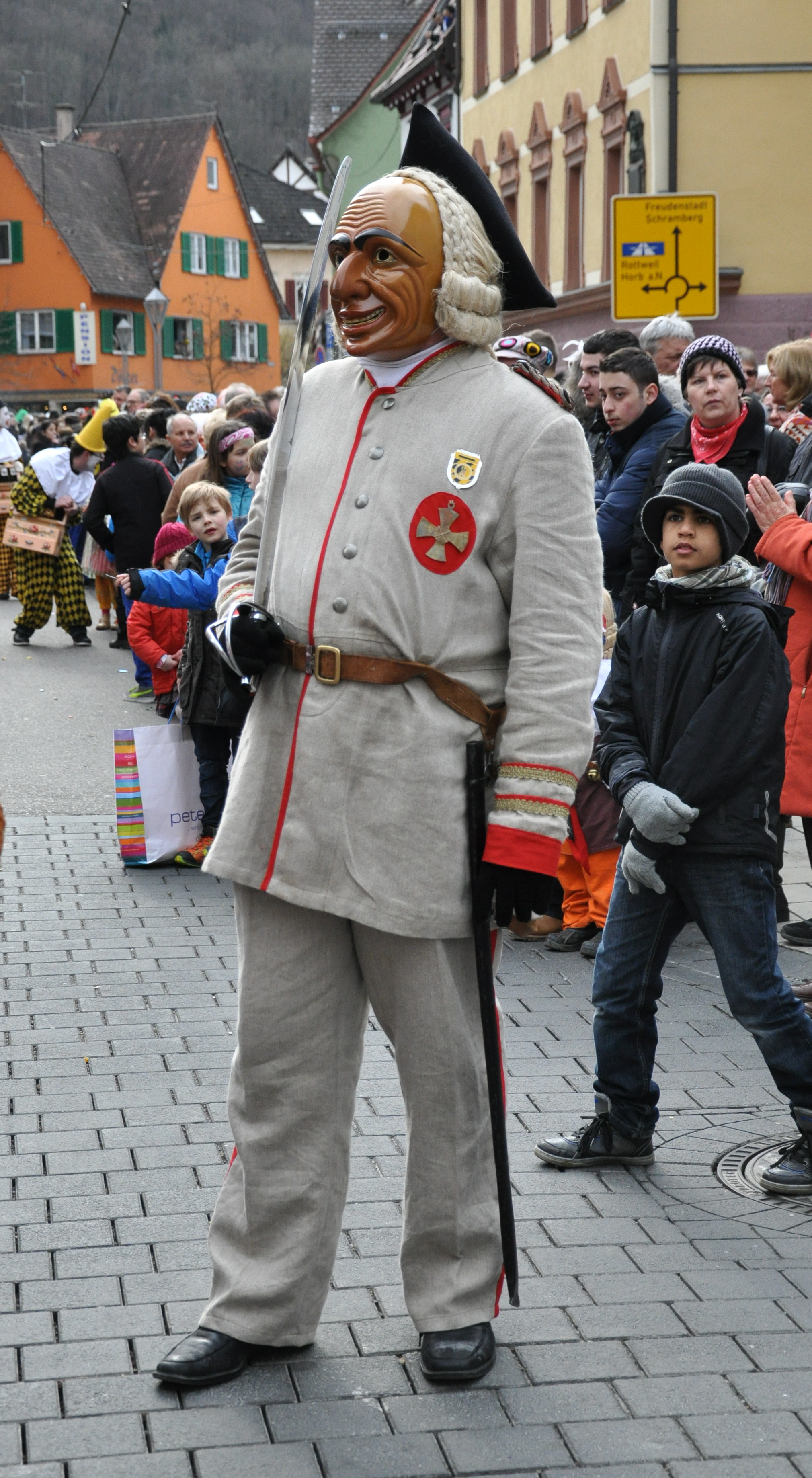
Polizeischantle

Als Einzelfigur bildet der „Oberndorfer Polizeischantle“ den Abschluss des Narrensprungs. Mit seiner stattlichen Figur stellt er eine majestätische Erscheinung dar. Dabei unterscheidet sich der Polizeischantle deutlich vom „normalen“ Schantle: Statt eines Kleides aus Metzgerleinen mit bunten Flecken trägt er eine Uniform aus beigem Leinenstoff mit roten Aufschlägen, und auch keine Haube, sondern eine Hanfperücke mit langem Zopf mit einem verkehrt herum aufgesetzten schwarzen Dreispitz. Als unverkennbares Merkmal seiner Autorität dient der Säbel. Diesen setzt er drohend ein, um Schantle zum Weitergehen zu bewegen, die sich allzu intensiv mit dem Publikum befassen.

### Bennerrössle

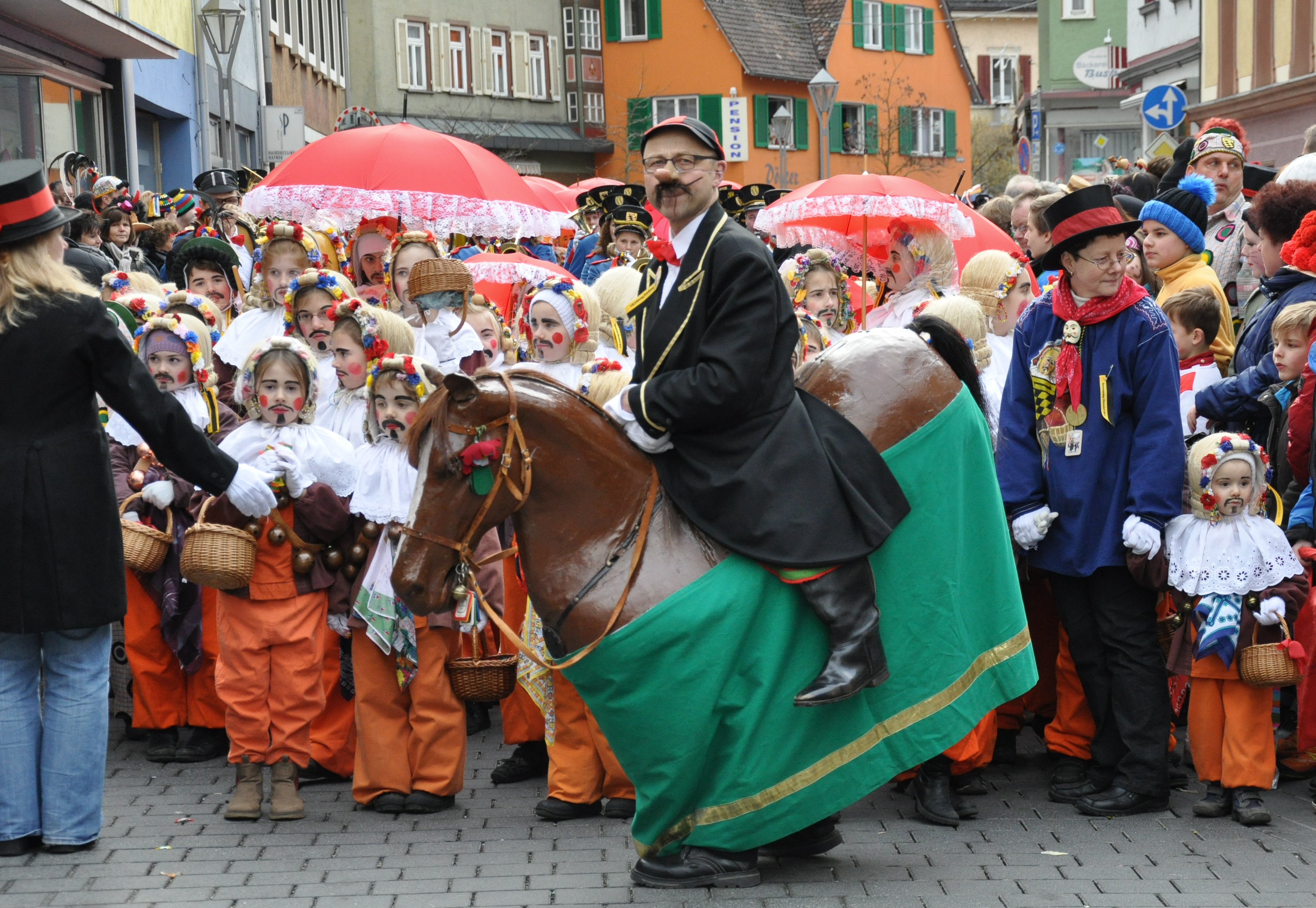
Bennerrössle

Nach dem Ersten Weltkrieg tauchten die ersten Fasnetsrössle in Oberndorf auf. Sie dienen beim Narrensprung als Ordnungsfiguren und halten die Zugstrecke frei. Die Rössle-Reiter sind nur zum Teil maskiert und tragen eine Jockeybekleidung.

## Narrensprüche
Typische Oberndorfer Narrensprüche sind „O jerom, o jerom, dia Fasnet hot a Loch“, „Jetzt ganget m’r halt au gar nemme“, „En da hentere Gass“, „Lirum, larum, Lädamle“ und „Der Tag, der isch so freudareich“.

### O jerom, o jerom, dia Fasnet hot a Loch
O jerom, o jerom

dia Fasnet hot a Loch,

han koin Kreuzer Geld em Sack

für a Päckle Rauchtaback.

O jerom, o jerom,

dia Fasnet hot a Loch.

Jetzt ka m’r nemme senga,

de Narre nore sprenga.

O jerom, o jerom,

dia Fasnet hot a Loch!

### Jetzt ganget m’r halt au gar nemme
Jetzt ganget m’r halt au gar nemme,

gar nemme hoam 

bis mei Muatter Küachle bacht

ond a anders G’sicht na macht.

Jetzt ganget m’r halt au gar nemme,

gar nemme hoam.

### En da hentera Gass
En da hentera Gass,

en da vordera Gass,

do wohnt an dicke Beck,

der streckt sein Arsch zom Fenster raus

mer moint, des sei an Weck.

’s isch koan Weck, ’s isch koan Weck,

’s isch der Arsch vom Richter-Beck!

### Lirum, larum, Lädamle
Lirum, larum, Lädamle,

’s Kätzle hot a Wädamle,

ond a Löchle obadruff,

d’ Narra staußet d’ Nasa druff,

– drom hent se au so Warza druff!

### Der Tag, der isch so freudareich
Der Tag, der isch so freudareich,

dia Baure fiehret Mischt.

Auf dass d’r [Bürgermeischter von Oberndorf],

an reachter Sauhond isch!
(Anmerkung: Anstelle des Bürgermeisters kann der Name des jeweils Angesprochenen eingesetzt werden. „Sauhond“ ist in Oberndorf zur Fasnetszeit keine Beleidigung, sondern als Ehrung zu verstehen.)